# Białoruś na Mistrzostwach Świata w Lekkoatletyce 2009
Białoruś na Mistrzostwach Świata w Lekkoatletyce 2009 – reprezentacja Białorusi podczas czempionatu w Berlinie liczyła 26 członków. Żadnemu reprezentantowi tego kraju nie udało się zdobyć medalu co sprawiło, że był to najgorszy występ w historii startów Białorusi na lekkoatletycznych mistrzostwach świata od roku 1999.

## Występy reprezentantów Białorusi

### Mężczyźni
- Bieg na 110 m przez płotki
  - Maksim Łynsza z czasem 13,46 ustanowił rekord życiowy i z 14. wynikiem półfinału nie awansował do kolejnej rundy

- Chód na 20 km
  - Dzianis Simanowicz z czasem 1:23,36 zajął 22. miejsce

- Trójskok
  - Dzmitryj Dziacuk z wynikiem 16,58 zajął 23. miejsce w eliminacjach i nie awansował do finału

- Skok wzwyż
  - Arciom Zajcau z wynikiem 2,15 zajął 28. miejsce w eliminacjach i nie awansował do finału

- Pchnięcie kulą
  - Jury Białou z wynikiem 19,75 zajął 21. miejsce w eliminacjach i nie awansował do finału
  - Pawieł Łyżyn z wynikiem 20,98 ustanowił nowy rekord życiowy i zajął 6. miejsce w finale
  - Andrej Michniewicz z wynikiem 20,74 zajął 7. miejsce w finale

- Rzut oszczepem
  - Alaksandr Aszomka z wynikiem 76,85 zajął 25. miejsce w eliminacjach i nie awansował do finału

- Rzut młotem
  - Pawieł Krywicki z wynikiem 76.00 zajął 8. miejsce w finale
  - Dzmitry Szako z wynikiem 71,80 zajął 25. miejsce w eliminacjach i nie awansował do finału
  - Jury Szajunou z wynikiem 71,37 zajął 16. miejsce w eliminacjach i nie awansował do finału

- Dziesięciobój
  - Andrej Krauczanka z wynikiem 8281 pkt. zajął 10. miejsce

### Kobiety
- Bieg na 100 m
  - Julija Nieściarenka ostatecznie nie wystartowała

- Bieg na 200 m
  - Alena Kiewicz z czasem 23,59 zajęła 30. miejsce w eliminacjach i nie awansowała do finału

- Sztafeta 4 x 100 m
  - Reprezentacja w składzie Anna Bagdanowicz, Aksana Drahun, Alena Kiewicz, Julia Nieściarenka zajęła 13. miejsce z czasem 44,12

- Chód na 20 km
  - Sniażana Jurczanka z czasem 1:34,57 zajęła 15. miejsce

- Skok w dal
  - Anastasija Mironczyk z wynikiem 6,29 zajęła 11. miejsce w finale (w eliminacjach uzyskała rezultat 6,55)

- Pchnięcie kulą
  - Natalla Michniewicz z wynikiem 19,66 zajęła 4. miejsce w finale

- Rzut dyskiem
  - Iryna Jatczanka nie zaliczyła żadnej próby w eliminacjach
  - Elina Zwierawa nie zaliczyła żadnej próby w eliminacjach

- Rzut oszczepem
  - Maryna Nowik z wynikiem 56,44 zajęła 21. miejsce w eliminacjach

- Rzut młotem
  - Aksana Miankowa z wynikiem 69,58 zajęła 13. miejsce w eliminacjach i nie awansowała do finału
  - Daria Pczelnik z wynikiem 69,30 zajęła 15. miejsce w eliminacjach i nie awansowała do finału